# Tjarnitjanka
Tjarnitjanka (vitryska: Чарнічанка) är ett vattendrag i Belarus.   Det ligger i voblasten Vitsebsks voblast, i den nordöstra delen av landet, 210 km nordost om huvudstaden Minsk.